# Такада, Маки
Маки Такада (яп. 髙田真希 Такада Маки) (род. 23 августа 1989, Тоёхаси, Айти (префектура), Япония) — японская баскетболистка, играющая на позиции центровой в сборной Японии и в турнире WJBL за команду «Дэнсо Ирис».

## Биография
Маки Такада ходила в среднюю школу Сакурабана Гакуэн и играла за команду школы. Она выиграл много национальных титулов и попадала в 5 лучших.
6 апреля 2020 год, продолжая быть баскетболистом, основала компанию TRUE HOPE Co. Ltd., которая занимается организацией мероприятий и взял на себя обязанности президента.

## Карьера

### Профессиональная карьера

#### WJBL
После окончания школы в 2008 году начинает играть на профессиональном уровне за команду «Денсо Ирис»
- В дебютном сезоне 2008—09 года сыграла на позиции центровой 28 матчей и получила награду «Новичок года» (WJBL).
- В сезоне 2010—11 она занял 1-е место в рейтинге бомбардиров и внесла огромный вклад в первое появление команды в плей-офф. Впервые попала в число 5 лучших лиги WJBL.
- В 2011—12 годах она второй год подряд занимает 1-е место в рейтинге бомбардиров и снова выбран в пятерку лучших лиги WJBL.
- В сезоне 2012—13 сыграла только три официальных матча в чемпионате из-за травмы.
- В сезоне 2013—14 она становиться лидером лиги WJBL занимая 1-е место в рейтинге бомбардиров и подборов. Наградой за сезон ей становится место в 5 лучших лиги WJBL и первый MVP регулярного сезона. Команда благодаря Маки впервые попадает в финал плей-офф.

Играя за команду "Денсо Ирис"получила награды:
- «Лучшая пятерка сезона» (номинация форвард) 2010—2011, 2011—2012, 2013—2014, 2014—2015, 2016—2017, 2017—2018, 2018—2019, 2019—2020, 2020—2021 (9 раза)
- MVP плей-офф WJBL 2013—2014 (1 раз)

### Сборная Японии по баскетболу
- В 2009 году была приглашена представлять основную сборную Японии на Кубоке Уильяма Джонса, Восточноазиатских играх и Чемпионат Азии по баскетболу среди женщин 2009, заняв с командой во всех турнирах 3 место.
- На Летних Азиатских играх 2010 заняла с командой 3 место.
- Чемпионат мира по баскетболу среди женщин 2010 в Чехии закончила сборная на 10 месте. Маки сыграла во всех 8 матчах в среднем 15,3 минуты набрав 3,6 очка и 3,4 подбора за игру[2].
- В 2011 году Чемпионат Азии по баскетболу среди женщин 2011, заняв с командой 3 место. Среднем за игру 10,7 очка и 5,6 подбора[3].
- В 2012 году участвовала в отборочном турнире на Олимпийские игры 2012 в Лондоне, но команда отбор не прошла.
- Чемпионат мира по баскетболу среди женщин 2014 в Турции Маки сыграла в 3 играх в среднем 27 минут набрав 5,7 очка и 7 подборов за игру[4].
- Победитель Чемпионата Азии 2015 в Китае.
- Олимпийских играх 2016 в Рио-де-Жанейро, Бразилия. Сборная Японии дошла до ¼ финала[5].
- Победитель Чемпионата Азии 2017 в Индии. Среднем за игру 10,4 очка, 6,6 подбора и 1,2 передачи за 31,2 минуты[6].
- 9-е место Чемпионат мира по баскетболу среди женщин 2018
- Победитель Чемпионата Азии 2019 в Индии. Капитан и лидер команды в среднем за игру 10,2 очка и 7,6 подборов за 29,3 минуты[7].
- Серебряный олимпийский призёр игр 2020 года в Токио в среднем 30,3 минуты и забивала 14,0 очков за игру. В 6 играх турнира по броскам показатель 60 % забросила 33 из 55 бросков[8].
- Отборочный турнир в феврале 2022 года на Чемпионат мира по баскетболу среди женщин 2022 помогла квалифицироваться на основной турнир[9].